# 希曼 (伊利諾伊州)
希曼（英語：Heman）是位於美國伊利諾伊州梅肯縣的一個非建制地區。該地的面積和人口皆未知。

## 地理
希曼的座標為39°56′49″N 88°06′20″W / 39.94694°N 88.10556°W，而該地的平均海拔高度為187米（即614英尺）。